# Oglethorpe megye
Oglethorpe megye az Amerikai Egyesült Államokban, azon belül Georgia államban található. Megyeszékhelye Lexington, legnagyobb városa Crawford. Lakosainak száma 14 825 fő (2020. április 1.). Oglethorpe megye Madison, Greene, Elbert, Wilkes, Taliaferro, Clarke és Oconee megyékkel határos.

## Népesség
A megye népességének változása:
| Lakosok száma | 14 907 | 14 769 | 14 637 | 14 548 | 14 871 | 14 825 |
|               | 2010   | 2011   | 2012   | 2013   | 2015   | 2020   |